# Elimia taitiana
Elimia taitiana är en snäckart som först beskrevs av I. Lea 1841.  Elimia taitiana ingår i släktet Elimia och familjen Pleuroceridae. Inga underarter finns listade i Catalogue of Life.